# المجل (العدين)

تعديل مصدري - تعديل

المجل محلة تابعة لقرية الكراب، التابعة لعزلة السارة بمديرية العدين إحدى مديريات محافظة إب في الجمهورية اليمنية، بلغ تعداد سكانها 100 حسب تعداد اليمن لعام 2004.